# کلاته‌ملا (دامغان)
کلاته ملا روستایی در دهستان دامنکوه بخش مرکزی شهرستان دامغان استان سمنان ایران است. این روستا در فاصلهٔ بیست و پنج کیلومتری شاهرود در مسیر شاهرود - دامغان است که از نظر تقسیمات جغرافیایی جزء شهرستان دامغان محسوب می‌شود. فروش پسته در این روستا در فصل تابستان جزو اصلی‌ترین شغل اهالی است.
استاد بزگ رشته مصرف بی حد حثر
جناب استاد  مجید احمدزاده ملقب به مجید رمضون  بنیانگذار و ریاست فعلی فدراسیون جهانی 
```
 مصرف کنندگان بی حد و حثر
   جزو افراد تاثیرگذار در آشنایی جهانیان با سیاست‌های مداخله جویانه  انجمن پلشت.  
 NA 
  و معرفی سیاست‌های خصمانه انجمن  
 NA 
 دربرابر جوانان مصرف کننده که باعث خشم جوانان مصرف کننده  این خطه دلاور شد و انجمن  مصرف کنندگان بی حد و مرز  را برپا کردند که اولین جلسه این انجمن مردمی و دوست داشتنی در منزل شخصی به نام  م  
دالتون
 
 شروع شد که مصرف رسا و زیبای جناب استاد 

مجید رمضون
   و چرت های سلیس ایشان اکثر افراد حاضر در جمع را با زیبایی های مصرف بی حد حثر آشنا کرد به صورتی که 
```

تمامی این اشخاص تا به امروز لحظه ای از مصرف غافل نشده اند. 
اسامی تعدادی از افراد مشهور حاضر در اولین جلسه فدراسیون مصرف:
‌‌‌‌vahid naghiee
گنگ برادران حمید مجید اسی
[[]]
[[]]
[[]]
و.....
به امید رهایی جوانان از شر انجمن NA و مصرف همیشگی.
العربی میباشد:
الحمید التشی الخدنگ البر البچ الدهملاس .

## جمعیت
بر پایه سرشماری عمومی نفوس و مسکن در سال ۱۳۹۵ جمعیت این روستا ۴۳۹ نفر (در ۱۶۶ خانوار) بوده است.